# 委員会

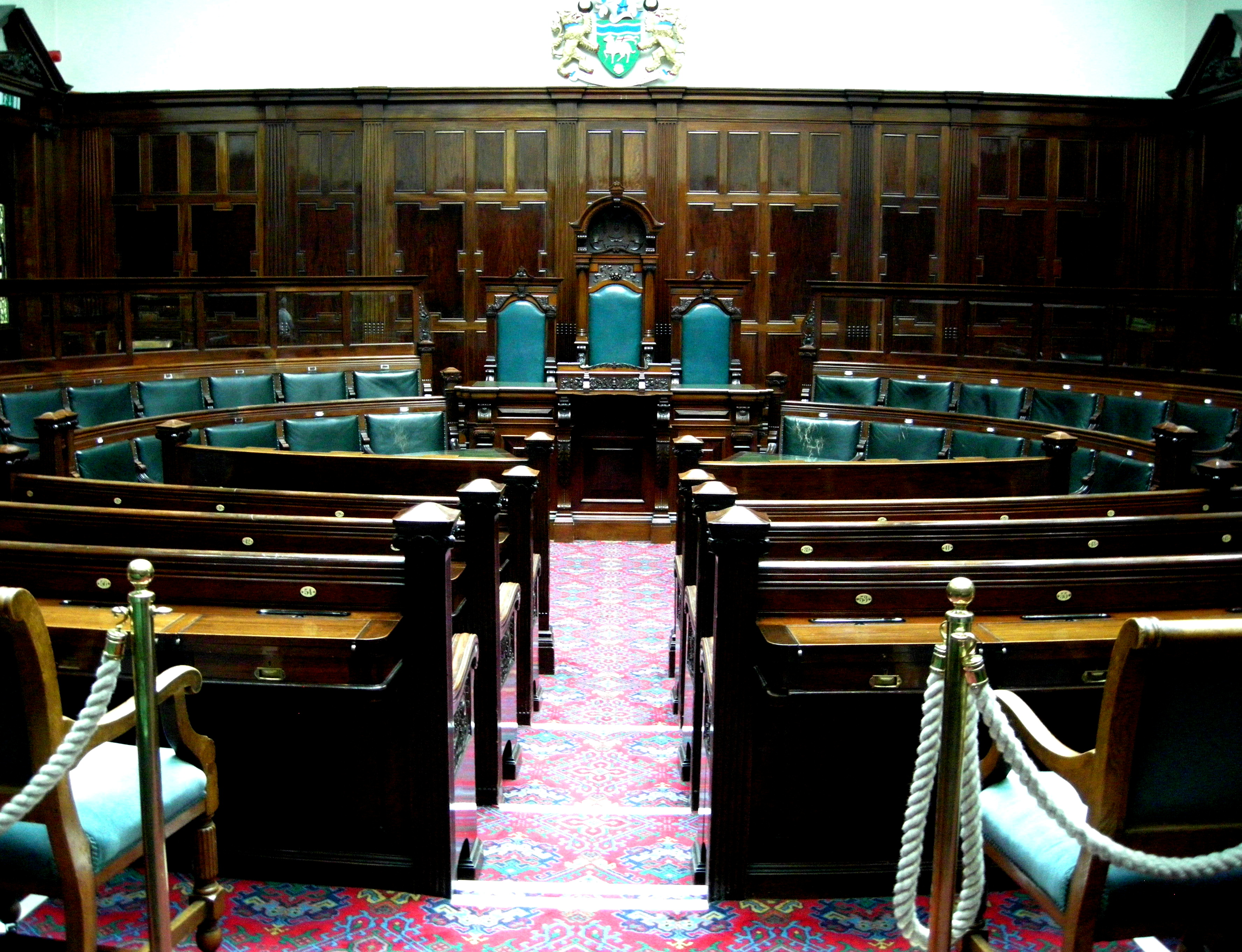
委員室、Halifax Town Hall（1901年に設計された）

委員会（いいんかい、英: committee、commission、board）は、複数の委員からなる合議制の機関を指す。委員とは、機関・団体から選任されて、議論や権限執行を委任された自然人を指す。

## 行政機関の委員会
国又は地方公共団体におかれる合議制の行政機関で、行政委員会とも言う。多分に技術的な又は公正中立な政策を実施するために設置される。諮問的又は調査的な合議制の機関には委員会という名称は使わず、審議会・調査会などという。
- 国には公正取引委員会、国家公安委員会、労働委員会などがある。
- 地方公共団体には人事委員会、教育委員会、公安委員会、選挙管理委員会などがある。

## 立法機関の委員会

### アメリカ
アメリカの合衆国議会は、委員会中心主義の代表例といわれる。委員長の裁量権が強く、院の議員が提出する議案を審査に付すか否かを決定する。委員会審査を回避して議案を本会議に上程することは可能ではあるが困難であるため、通常は各委員長が管轄の議案の死命を制している。
審査入りした議案については、必要に応じて公聴会を行う。公聴会は基本的に証人喚問の形式であり、政府高官などの公務員も民間人も喚問対象となりうる。正当な事由がなければ証言を拒めず、虚偽の証言は刑事罰の対象となる。かつては赤狩り（マッカーシズム）が委員会での証人喚問を利用して行われた歴史もある。
その後、逐条審査が行われ、議案の条目ごとに修正案が出されて都度採決がなされる。そして最終的な全文の採決が行われ、本会議に送付される。
- 合衆国上院の常任委員会
  - 農業・栄養・林業委員会
  - 歳出委員会
  - 軍事委員会
  - 銀行・住宅・都市委員会
  - 予算委員会
  - 商業・科学・交通委員会
  - エネルギー・天然資源委員会
  - 環境・公共事業委員会
  - 財政委員会
  - 外交委員会
  - 保健・教育・労働・年金委員会
  - 国土安全保障・政府問題委員会
  - 司法委員会
  - 議事規則議院運営委員会
  - 中小企業・企業家委員会
  - 退役軍人問題委員会

### 日本

#### 国会
本会議で審議すべき案件の予備的審査のため国会の各議院に置かれる議員の合議体のことも委員会という。
帝国議会当時は本会議中心であったが、戦後はアメリカ合衆国の議会制度に倣い、管轄ごとの委員会による事前協議制が中心となっている。地方公共団体の議会にも同様な委員会が置かれている。一般に常任委員会と特別委員会の区別があり、議員の活動の中心は本会議から委員会に移った。帝国議会では院の全議員が委員となり議案の細目を審査する全院委員会も置かれたが、戦後の国会では廃止されている。
委員会審査の期間中に議案への賛成・修正や廃案の与野党合意がなされる場合もあるが、通常は委員会の場ではなく国会対策委員長会談などの院外交渉で実質的な取引がなされる。委員会での審査は各党が自党の立場を訴え、議案提出者を問いただす場となっている。
国会法第51条第1項において、委員会は、一般的関心及び目的を有する重要な案件について、公聴会を開き、真に利害関係を有する者又は学識経験者等から意見を聴くことができると定め、2項において総予算及び重要な歳入法案においては、開催義務があることを規定している。
委員会審査では最終的に採決を行うが、委員会採決で否決された議案を本会議で可決することも可能であり、伯仲国会の時期には本会議での逆転採決の例がしばしばあった。
与野党が強く対立する案件では、野党側が会期切れまで議案審査を引き延ばすことを目的とすることも多く、それに対して与党側は強行採決を行うか、あるいは委員会での採決に至ってなくとも本会議で委員長に中間報告をさせ、そのまま本会議での審議に持ち込むこともある。
委員会は国会閉会中に活動することも可能である。審議未了による廃案も会期中の成立も共に回避する妥協として、閉会中に議案を審査するという形で次期国会に審査・審議を引き継ぐことを俗に継続審議と呼ぶ。

##### 国会の委員会の例
- 常任委員会
  - 内閣委員会
  - 総務委員会
  - 法務委員会
  - 外務委員会
  - 外交防衛委員会
  - 財務金融委員会
  - 財政金融委員会
  - 文部科学委員会
  - 文教科学委員会
  - 厚生労働委員会
  - 農林水産委員会
  - 経済産業委員会
  - 国土交通委員会
  - 環境委員会
  - 安全保障委員会
  - 国家基本政策委員会
  - 予算委員会
  - 決算行政監視委員会
  - 決算委員会
  - 行政監視委員会
  - 議院運営委員会
  - 懲罰委員会
- 特別委員会
  - 災害対策特別委員会
  - 政治倫理の確立及び公職選挙法改正に関する特別委員会
  - 政治倫理の確立及び選挙制度に関する特別委員会
  - 沖縄及び北方問題に関する特別委員会
  - 北朝鮮による拉致問題等に関する特別委員会
  - 政府開発援助等に関する特別委員会
  - 消費者問題に関する特別委員会
  - 地方・消費者問題に関する特別委員会
  - 科学技術・イノベーション推進特別委員会
  - 東日本大震災復興特別委員会
  - 原子力問題調査特別委員会
  - 東日本大震災復興及び原子力問題特別委員会
  - 地方創生に関する特別委員会

#### 地方議会
条例で常任委員会、議会運営委員会、特別委員会を置くことができる（地方自治法第109条、第109条の2、第110条）

##### 委員会の例
- 議会運営委員会
- 総務財政委員会
- 市民教育委員会
- 健康福祉委員会
- 経済環境委員会
- 都市整備建設委員会
- 公営企業委員会

## 政党・労働組合などの委員会
マルクス・レーニン主義政党や一部の労働組合、社会主義政党の執行機関は、「中央委員会」「中央執行委員会」と称している。
また、アメリカ合衆国の二大政党の全国組織の名称はそれぞれ「民主党全国委員会」(Democratic National Committee)・「共和党全国委員会」(Republican National Committee)である。

### 日本
現在、日本の国会に議席を有している政党で中央の機関に「委員会」の呼称を使用しているのは日本共産党中央委員会のみである。また日本共産党は、他党の「都道府県支部連合会」に相当する機関としても「委員会」の呼称を使用している。
他に政党に関係する委員会としては「国会対策委員会」や「選挙対策委員会」があり、これは自民党のような保守政党でも「委員会」を使用している。

## 学校の委員会
学級活動や児童会・生徒会活動の一環としていくつかの委員会が設置されている。

各学級から学級委員や各委員会の委員が選出されて活動する。